# Vil·la Urània
La Vil·la Urània és un edifici situat als carrers de Saragossa, 29 i la Via Augusta al barri del Farró de Barcelona. Fou propietat de l'astrònom Josep Comas i Solà, que la llegà en el seu testament a l'Ajuntament de Barcelona, i des del 2018 ha esdevingut un centre cívic. Es tracta d'una construcció senzilla però representativa de la seva època, amb detalls de caràcter neoclàssic en portes i finestres i en els elements decoratius de cornises i baranes.

## Història
El 1867 s'aprovà el projecte d'urbanització de la part baixa del carrer de Sant Felip –avui Saragossa- que s'havia obert el 1849, en unes terres que havia format part de l'heretat de Can Regàs, propietat de la família España. El 1868, Benvingut Comas, pare de Josep Comas i Solà, n'encarregà el projecte a l'arquitecte Magí Rius i Mulet.
A partir de 1899 Josep Comas, ja casat, hi residí de nou. L'anomenà Vil·la Urània en homenatge a la novel·la de Flammarion (Urània, 1890) que pren el nom de la musa de l'astronomia. Aleshores instal·là al terrat un telescopi refractiu de 156 mm d'obertura -amb una camèra fotogràfica adossada- des del qual feia les seves observacions. Una placa col·locada els anys 1950 a la tanca de la Via Augusta així ho recorda: En su observatorio de esta "Villa Urania" el astrónomo José Comas Solà descubrió en 20 de marzo de 1915 el planeta Hispania (804), primero de la serie de astros descubiertos por el que fue primer director del Observatorio Fabra. 1869-1937.
Hi va viure fins a la seva mort. L'any anterior l'havia llegat, juntament amb tot el seu instrumental, a la ciutat de Barcelona, a condició que casa seva es convertís en «observatori popular, grup escolar o institució cultural que es consideri convenient, desitjant que es conservin a la finca diplomes, medalles, objectes artístics i científics i altres records del testador». El 1956, en morir la seva vídua, la casa passà a ser propietat municipal, i l'L'observatori es va desmuntar el 1963. Entre els anys 1965 i 2010 l'edifici es va dedicar a parvulari de l'Escola Municipal Reina Violant.
La casa va estar a punt de ser venuda i enderrocada en diverses ocasions des dels anys 1990, però la insistència de les reivindicacions veïnals i de la mateixa família de Comas, així com la iniciativa i el suport d'historiadors i arquitectes de la ciutat, van aturar-ne la demolició i l'Ajuntament en va assumir la conservació i la integració en un nou equipament. La casa potser tenia un interès arquitectònic escàs, però guardava un gran valor sentimental en la memòria del barri i d'aquesta manera es preservava el desig del científic que l'havia ocupat i llegat a la ciutat.
El març de 2018 s'inaugurava la rehabilitació i el conjunt del centre cívic. El projecte, de l'equip d'arquitectes SUMO i Yolanda Olmo, ha conservat l'estructura originària, amb la retirada del pis superior, construït quan es dedicà a parvulari. El nou equipament ocupa també la finca contigua, la qual cosa ha permès conservar aïllada l'antiga casa i aixecar al costat el nou edifici que li fa de rerefons, per oferir conjuntament un total de 3.000 m².
L'agost de 2018 es va inaugurar l'espai didàctic Josep Comas i Solà, situat al soterrani de la vil·la, on tenia l'estudi de fotografia i el magatzem. S'hi exposa material astronòmic, fotografies i records de la vida de l'astrònom, i es pot recórrer en visita guiada.

## Descripció
La casa és una torre aïllada, voltada de jardí, amb una superfície de 914 m². Consta d'una planta baixa de 190 m² construïts, amb una petita part de semisoterrani. Originalment estava voltada d'un jardí de 724 m² amb diversos elements ornamentals, com un petit estany o una font adossada a la paret, feta amb còdols de colors.
Una escalinata condueix a la terrassa amb balustrada de l'entrada principal, amb baranes de pedra que esculpeixen una reixa. Els dos pilars al peu de l'escala apareixen coronats per dos lleons. Alguns d'aquests elements es repeteixen a la façana posterior, amb una altra terrassa que s'obre al jardí a través de tres arcs de mig punt.
A l'accés pel carrer de Saragossa s'han mantingut les columnes de la porta en què s'anuncia el nom de la casa.